# Étienne de Silhouette
Étienne de Silhouette (* 5. Juli 1709 in Limoges; † 20. Januar 1767 in Bry-sur-Marne) war französischer Generalkontrolleur der Finanzen, Contrôleur général des finances unter Ludwig XV. Er hatte diese administrative Funktion vom  4. März bis zum 21. November 1759 inne.

## Leben und Wirken
Sein Vater Arnaud de Silhouette stammte aus Biarritz und hatte baskische Ursprünge. De Silhouette unternahm eine Kavalierstour unter anderem nach London, wo er die britische Wirtschaft und das britische Finanzsystem studierte. Danach machte er durch Übersetzungen aus dem Englischen (Alexander Pope, Henry Bolingbroke, William Warburton The Alliance between Church and State) und Spanischen (Baltasar Gracián El Politico) historische Studien und eine Studie über das englische Finanzsystem auf sich aufmerksam. Er war Berater beim Parlement von Metz, Sekretär des Herzogs von Orleans, 1749 Mitglied der Kommission zur Regelung der britisch-französischen Interessen in Kanada (Acadia) und königlicher Vertreter bei der Indien-Kompanie (Mississippi-Kompanie).
Am 4. März 1759 wurde er auf Anraten der Marquise de Pompadour zum Generalkontrolleur der Finanzen, contrôleur général des finances bestellt.  Er sollte die durch den Siebenjährigen Krieg zerrütteten Finanzen wieder in Ordnung bringen. Nachdem er allerdings Steuern auf Land und andere Zeichen von Reichtum für reiche Adlige eingeführt (Adel und Kirche wurden damals nicht besteuert), Pensionen der Staatsbeamten gekürzt sowie andere Maßnahmen wie das Einschmelzen von Gold- und Silberwaren unter Kriegsrecht durchgesetzt hatte, erntete er heftige Opposition und wurde am 21. November 1759 von seinem Amt wieder entbunden. Sein Nachfolger im Amt war Henri-Léonard Bertin.
Er zog sich daraufhin nach Bry-sur-Marne zurück. Neben historischen und philosophischen Arbeiten hinterließ er Übersetzungen aus dem Englischen und Spanischen und Reiseberichte. Ein unter seinem Namen 1772 veröffentlichtes Politisches Testament ist apokryph.

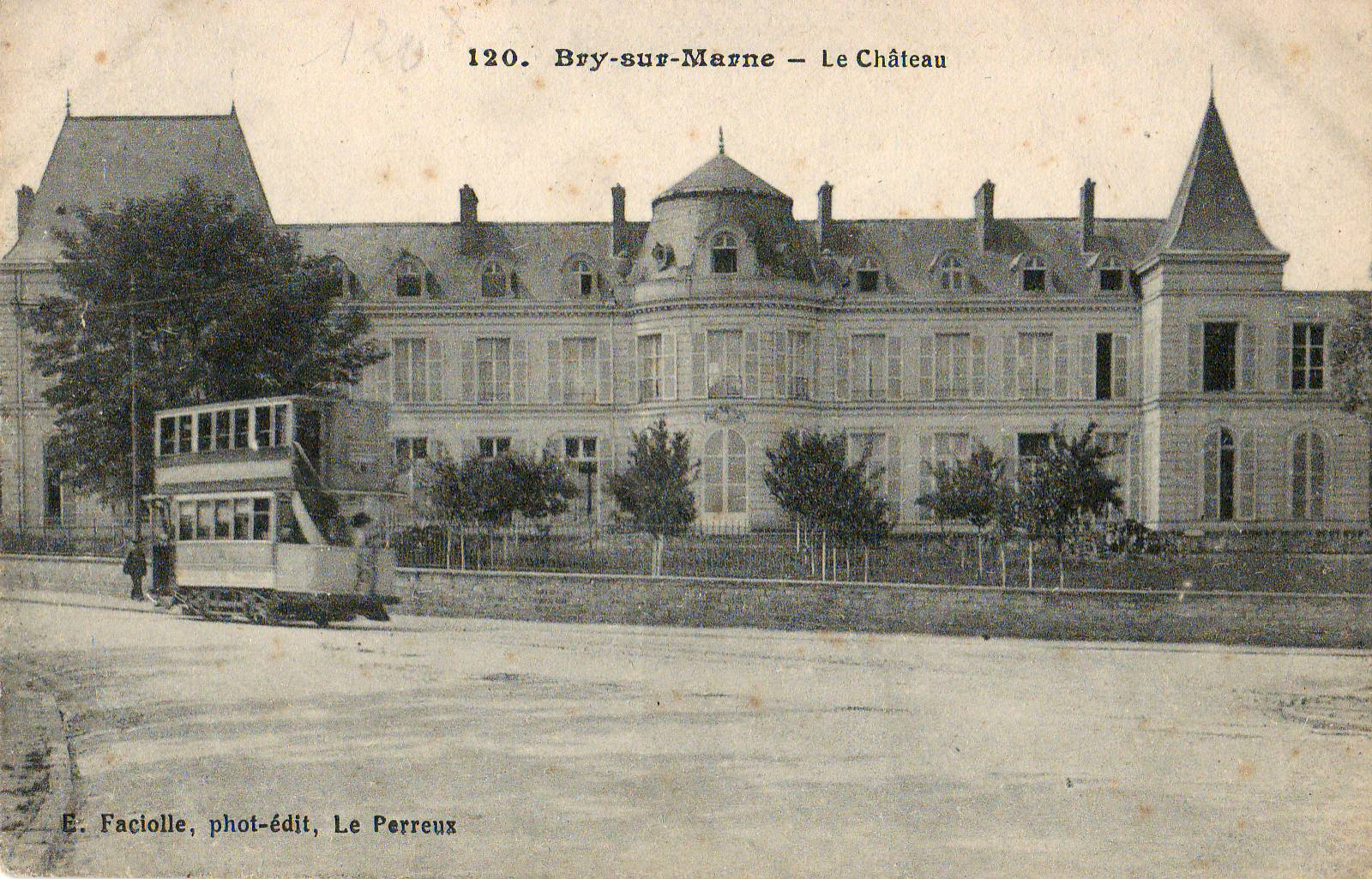
Das Schloss Bry-sur-Marne war seit 1760 in Besitz von de Silhouette. Er verstarb hier im Jahre 1767

Zahlreiche Karikaturen erschienen in seiner Zeit als Finanzminister und sein Name Silhouette wurde zum geflügelten Wort in Frankreich für einen Mann, der nur noch eine Schattenexistenz führte bzw. à la Silhouette auch als Synonym für Billigware. Man sagte ihm nach, dass er sein Schloss aus Geiz nicht mit Gemälden, sondern mit Scherenschnitten schmücken würde, die damals als billige Alternative zu Gemälden aufkamen. Durch Kritiker, die das als billigen Abklatsch betrachteten und den Namen Silhouette darauf übertrugen, wurde der Begriff auch auf Schattenrisse (Silhouetten) übertragen.
Die Insel Silhouette der Seychellen ist nach ihm benannt.

## Werke (Auswahl)
- Voyage d’Espagne et de Portugal (31 août - 24 décembre 1729)  (1730)
- Idée générale du gouvernement et de la morale des Chinois, tirée particulièrement des ouvrages de Confucius. (1729)
- Idée générale du gouvernement et de la morale des Chinois, et réponse à trois critiques.  Quillau, Paris (1731)